# DJ Isaac
DJ Isaac (* 8. Juni 1974 in Winschoten als Roel Schutrups) ist ein niederländischer Hardstyle-DJ, Musikproduzent und einer der Begründer des Hardstyle-Genres.

## Karriere
DJ Isaac brach 1995 mit seiner ersten offiziellen Veröffentlichung Bad Dreams durch. In dem Track Bad Dreams verwendet der Künstler ein Sample des Songs Wuthering Heights von Kate Bush. In der Folge hatte Roel Hits wie Go Insane, Face Down Ass Up, On The Edge, DJ, Bitches, Ease My Mind, Stick Em, Digital Nation und Remixe u. a. für Martin Garrix, Dash Berlin,  und Yellow Claw. Im Jahr 2000 wirkte Roel Schutrups mit vier Tracks beim Alice-Deejay-Album Who needs guitars anyway mit. Im Jahr 2003 gründete Schutrups sein eigenes Label: X-Rate Records. DJ Isaac spielte auf Festivals wie Electric Daisy Carnival, Defqon.1, Open Beatz, Qlimax, Decibel Outdoor, Laundry Day und Tomorrowland. Seit 2009 veranstaltet Isaac einen monatlichen Podcast, Isaac's Hardstyle Sessions. Diese Show kann u. a. auf YouTube, SoundCloud und iTunes angehört werden.